# Elisabeth Czihak

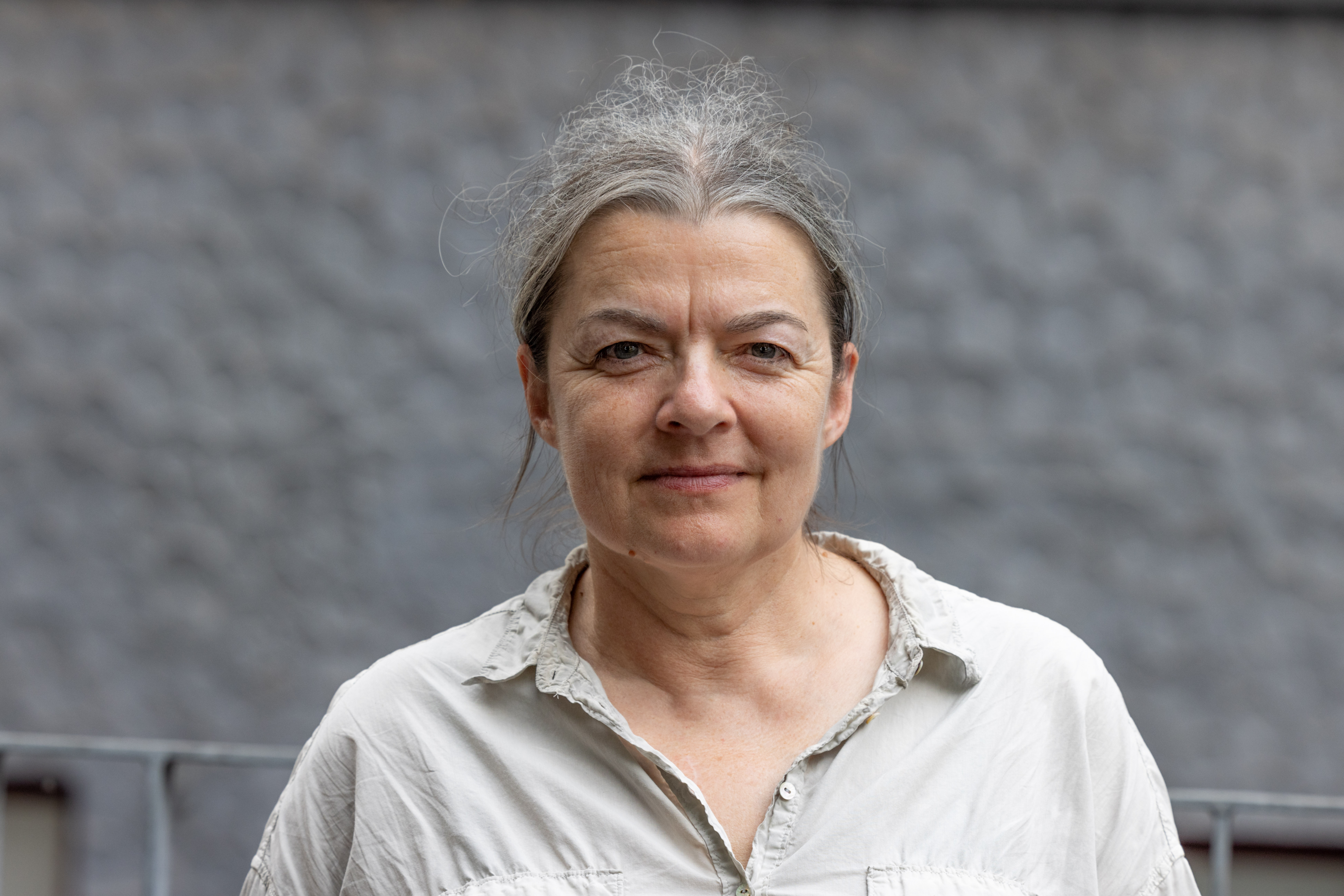
Elisabeth Czihak (2023)

Elisabeth Czihak (* 1966 in Tübingen) ist eine österreichische Bildende Künstlerin. Seit 2000 lebt sie in Wien. 

## Leben und Werk
Czihak ist in Salzburg aufgewachsen, wo sie das Musische Gymnasium besuchte. Von 1985 bis 1991 studierte sie an der Universität für künstlerische und industrielle Gestaltung Linz Keramik und im Anschluss daran von 1991 bis 1992 an der Akademie der bildenden Künste Berlin Bildhauerei bei Lothar Fischer. 

Sie begann ihr künstlerisches Schaffen mit Skulpturen und übertrug ihr starkes Interesse an Dreidimensionalität später auf Zeichnungen und Fotografien, wobei ihr der Raum als Ganzes, seine Wirkung und ihre Einflussnahme darauf wesentlich ist.

Seit 1989 kann sie auf zahlreiche Einzel- und Gruppenausstellungen in den Bereichen Zeichnung, Fotografie, Objekt und Installation verweisen.

2003 und 2005 lehrte sie als Assistentin von Judy Fox und 2007 von Wang Fu an der Internationalen Sommerakademie für Bildende Kunst in Salzburg.

Die Künstlerin ist Mitglied der IG Bildende Kunst, des Oberösterreichischen Kunstvereins (seit 1998, seit 2008 auch im Vorstand) und des Salzburger Kunstvereins (seit 2002).

Für ihre Arbeit wurde Elisabeth Czihak mehrfach ausgezeichnet. 1999 gewann sie den 1. Preis bei der ersten Internationalen Biennale für keramische Plastik in Kapfenberg und im Jahr 2000 erhielt sie den Talentförderungspreis des Landes Oberösterreich. 2007 und 2008 arbeitete sie mit Hilfe von Atelierstipendien des Landes Salzburg in Paris und Warschau.

## Ausstellungen (Auswahl)
- Fröhlich am Bau, Fotografie, Galerie Oberösterreichischer Kunstverein, Linz, 2010
- Spuren, Kunstverein Baden bei Wien, Baden, 2007
- Creatures, Stadtturmgalerie Innsbruck, Innsbruck, 2006
- Leerstände, Fotoprojekt mit Walter Ebenhofer, Galerie Oberösterreichischer Kunstverein, Linz, 2003
- Objekte, Zuckerfabrik, Enns, 1995

## Kunst am Bau
- Neugestaltung des Marienandachtsraum in der Turmkapelle der Pfarrkirche Naarn (2012)[5]
- 3-teilige Wandgestaltung als Digitaldruck auf Vliestapete im Wartebereich der Ambulanz der Radiotherapie und Radio-Onkologie des Landeskrankenhauses Salzburg, Salzburg, 2009[6]